# 2024-es magyar férfi vízilabdakupa
A 2024-es magyar férfi vízilabdakupa (hivatalosan 2024. évi BENU  Férfi  Magyar Kupa) a magyar vízilabda-bajnokság után a második legrangosabb hazai versenysorozat. A Magyar Vízilabda-szövetség írta ki és 14 csapat részvételével bonyolította le. A mérkőzéssorozat győztese a LEN-Európa-kupában indulhatott.
A versenysorozatban a 2024–2025-ös OB I csapatai indulhattak. A mérkőzéseket 25 × 20 m-es pályán rendezték.

## Lebonyolítás
A kupa három szakaszból állt.
Kvalifikációs szakasz
A 2023–2024-es OB I első két helyezettje ebben a körben kiemelt volt. A többi indulót négycsapatos csoportokba sorsolták. A csapatokat az előző évi bajnoki szereplésük alapján 4 kalapból sorsolták. Egy csoportot egy hétvégén, egy helyszínen rendeztek meg. A csoportok első két helyezettje a negyeddöntőbe jutott. Döntetlen esetén büntetődobásokra került sor. Időpont: 2023. szeptember 20–22.
Negyeddöntő
A csapatokat kiemelés nélkül sorsolták ki. A továbbjutást két mérkőzésen döntötték el. Az összecsapásokon volt döntetlen eredmény. Ha az összesített gólkülönbség alapján nem dőlt el a továbbjutás, akkor a második mérkőzés után büntetődobások következtek. Időpont: 2024. október 25–27.
Final 4
A csapatokat kiemelés nélkül sorsolták ki. A továbbjutást egy mérkőzésen döntötték el. A 3. helyért rendeztek mérkőzést. Időpont: 2024. december 14–15., helyszín:

## Eredmények

### Kvalifikáció
szeptember 27–29.
A csoport (Eger, Bárány uszoda)
| Hely. | Csapat        | M | Gy | HGy | HV | V | G+ | G– | Gk  | P | Továbbjutás vagy kiesés      |       | BVSC  | KAP   | EGER  | DEB   |
| ----- | ------------- | - | -- | --- | -- | - | -- | -- | --- | - | ---------------------------- | ----- | ----- | ----- | ----- | ----- |
| 1.    | BVSC-Zugló    | 3 | 3  | 0   | 0  | 0 | 44 | 29 | +15 | 9 | Továbbjutott a negyeddöntőbe |       | —     | 18–9  | 11–10 | 15–10 |
| 2.    | Kaposvári VK  | 3 | 2  | 0   | 0  | 1 | 35 | 35 | 0   | 6 | Továbbjutott a negyeddöntőbe |       | 9–18  | —     | 12–11 | 14–6  |
| 3.    | Egri VK       | 3 | 1  | 0   | 0  | 2 | 33 | 33 | 0   | 3 |                              |       | 10–11 | 11–12 | —     | 12–10 |
| 4.    | Debreceni VSE | 3 | 0  | 0   | 0  | 3 | 26 | 41 | −15 | 0 |                              | 10–15 | 6–14  | 10–12 | —     |       |

B csoport  (Szeged, Tiszavirág Sportuszoda)
| Hely. | Csapat      | M | Gy | HGy | HV | V | G+ | G– | Gk  | P | Továbbjutás vagy kiesés      |      | BHSE  | SZEG  | MIS   | PVSK  |
| ----- | ----------- | - | -- | --- | -- | - | -- | -- | --- | - | ---------------------------- | ---- | ----- | ----- | ----- | ----- |
| 1.    | Bp. Honvéd  | 3 | 3  | 0   | 0  | 0 | 51 | 23 | +28 | 9 | Továbbjutott a negyeddöntőbe |      | —     | 15–10 | 15–6  | 21–7  |
| 2.    | Szegedi VE  | 3 | 2  | 0   | 0  | 1 | 42 | 40 | +2  | 6 | Továbbjutott a negyeddöntőbe |      | 6–15  | —     | 18–10 | 18–15 |
| 3.    | Miskolci VC | 3 | 1  | 0   | 0  | 2 | 37 | 45 | −8  | 3 |                              |      | 10–15 | 10–18 | —     | 17–12 |
| 4.    | Pécsi VSK   | 3 | 0  | 0   | 0  | 3 | 34 | 56 | −22 | 0 |                              | 7–21 | 15–18 | 12–17 | —     |       |

C csoport  (Szentes)
| Hely. | Csapat          | M | Gy | HGy | HV | V | G+ | G– | Gk  | P | Továbbjutás vagy kiesés      |       | SZEN  | SZOL  | OSC   | UVSE  |
| ----- | --------------- | - | -- | --- | -- | - | -- | -- | --- | - | ---------------------------- | ----- | ----- | ----- | ----- | ----- |
| 1.    | Szentesi VK     | 3 | 2  | 1   | 0  | 0 | 41 | 35 | +6  | 8 | Továbbjutott a negyeddöntőbe |       | —     | 11–10 | 15–13 | 15–12 |
| 2.    | Szolnoki VSC    | 3 | 2  | 0   | 0  | 1 | 31 | 21 | +10 | 6 | Továbbjutott a negyeddöntőbe |       | 10–11 | —     | 9–5   | 12–5  |
| 3.    | Orvosegyetem SC | 3 | 1  | 0   | 1  | 1 | 38 | 33 | +5  | 4 |                              |       | 13–15 | 5–9   | —     | 20–9  |
| 4.    | UVSE            | 3 | 0  | 0   | 0  | 3 | 26 | 47 | −21 | 0 |                              | 12–15 | 5–12  | 9–20  | —     |       |

### Negyeddöntők
október 25-27.
| 1. csapat       | Össz. | 2. csapat    | 1. mérk. | 2. mérk. |
| --------------- | ----- | ------------ | -------- | -------- |
| BVSC            | 28–22 | Szentesi VK  | 12–12    | 16–10    |
| Vasas           | 20–28 | Szolnoki VSC | 11–12    | 9–16     |
| Szegedi VE      | 16–29 | Bp. Honvéd   | 6–10     | 10–19    |
| Ferencvárosi TC | 49–17 | Kaposvári VK | 25–7     | 24–10    |

### Elődöntők
december 14., Komjádi uszoda
| 1. csapat      | Eredmény | 2. csapat       |
| -------------- | -------- | --------------- |
| Bp. Honvéd     | 8–15     | Ferencvárosi TC |
| Szolnoki Dózsa | 12–16    | BVSC            |

### A 3. helyért
december 15., Komjádi uszoda
| 1. csapat  | Eredmény | 2. csapat      |
| ---------- | -------- | -------------- |
| Bp. Honvéd | 7–12     | Szolnoki Dózsa |

### Döntő
| 2024. december 15. 20:00 | Ferencvárosi TC      | 15–11       | BVSC        | Komjádi uszoda Nézőszám: 1800 Játékvezetők: Ercse Norbert Kovács Soma |
| 2024. december 15. 20:00 | (3–0, 2–5, 3–3, 7–3) |             |             | Komjádi uszoda Nézőszám: 1800 Játékvezetők: Ercse Norbert Kovács Soma |
| 2024. december 15. 20:00 | Manhercz 4           | Jegyzőkönyv | Ekler Zs. 5 | Komjádi uszoda Nézőszám: 1800 Játékvezetők: Ercse Norbert Kovács Soma |

A kupagyőztes csapat tagjai: Sztilianósz Arjirópulosz, Edoardo Di Somma, Fekete Gergő, Horváth Levente, Jansik Szilárd, Lugosi Csongor, Dušan Mandić, Manhercz Krisztián, Molnár Erik, Nagy Ádám, Nagy Ákos, Német Toni, Paján Viktor, Szakonyi Dániel, Miguel de Toro, Vámos Márton, Varga Vince, Vigvári Vendel, Vismeg Zsombor, Vogel Soma, edző: Nyéki Balázs